# Архимандрит Јован (Никитовић)
Јован (световно Милан  Никитовић; Горња Трепча код Чачка, 15. септембар 1946 — Прељина, 6. јануар 2020) био је православни архимадрит и игуман Манастира Вујна.

## Биографија
Отац Јован је рођен у  Горњој Трепчи код Чачка, у побожној породици Никитовића 15. септембра 1946. године као Милан Никитовић. Од оца Рајка и мајке Ковиљке. Мајка почившег нам архимандрита Јована изродила је три сина и једну кћер. Колику је љубав према Господу дубоко у срце усадила у њих, говори и то да се све четворо деце окренуло Богу. Два сина и ћерка одлазе у манастир: протосинђел Арсеније, схимонахиња Јелена и архимандрит Јован. Најмлађи син Драган постаје свештеник.
Отац Јован са петнаест година одлази у Манастир Вујан, где 1963. године бива замонашен и на постригу добија име Јован. Јерођакон постаје 1965. године. Завршио је Богословију Светих Кирила и Методија у Призрену. Отац Јован након десет година у Манастиру Вујну  наслеђује тадашњег игумана оца Мирона 1976. и постаје игуман Манастира Вујан. Отац Јован је све до 2014. године опслуживао прву парохију брђанско-прислоничку. Године 2013. године добија чин архимандрита.
На Бадњи дан 2020. године, уснуо је у Господу игуман Манастира Вујан aрхимандрит Јован Никитовић.